# Emolga
Emolga est une des 1025 espèces de Pokémon connues à ce jour. Il fut introduit dans les jeux Pokémon Noir et Blanc.

## Création

### Conception graphique
Nintendo et Game Freak n'ont pas évoqué la source d'inspiration de ce Pokémon. Néanmoins, certains fans avancent qu'il pourrait être adapté de l'écureuil volant, plus précisément du genre Pteromys (d'où sa définition dans le Pokédex).

## Description
Emolga est un écureuil volant au ventre blanc, aux joues et aux membranes jaunes et au dos et à la tête noirs. Il est le deuxième Pokémon à combiner les types électrique et vol, et seul non-légendaire parmi les trois existants. Il accumule de l'électricité dans ses joues et s'en sert pour voler dans les airs avec ses membranes de peau. Il niche haut dans les arbres. Emolga affectionne les plaines garnies d'arbres.

## Apparitions

### Jeux vidéo
Emolga apparaît dans série de jeux vidéo Pokémon. D'abord en japonais, puis traduits en plusieurs autres langues, ces jeux ont été vendus à plus de 200 millions d'exemplaires à travers le monde.
Sa capacité spéciale est Statik, qui paralyse l'ennemi dans 30 % des cas si Emolga subit une attaque de contact. Dans le Monde des Rêves, Motorisé augmente la vitesse d'Emolga s'il subit une attaque de type électrique, sans subir aucun dommage. La championne Inezia de Méanville, la quatrième championne d'Unys, possède deux Emolga.

### Série télévisée et films
La série télévisée Pokémon ainsi que les films sont des aventures séparées de la plupart des autres versions de Pokémon et mettent en scène Sacha en tant que personnage principal. Sacha et ses compagnons voyagent à travers le monde Pokémon en combattant d'autres dresseurs Pokémon.
Dans l'épisode 27 de la saison 14, Iris en capture une, car c'est une femelle. Son aliment fétiche est la pomme, et pour en avoir elle n'hésite pas à utiliser Attraction sur les mâles du groupe. Lors de la rencontre elle devient amie avec le Coupenotte d'Iris pour profiter du panier garni d'Iris. Après une lutte de capture entre Bianca et Iris, cette dernière capture Emolga. Elle a comme rivale la Vipélierre femelle de Sacha, avec qui les relations sont très tendues. Elle est aussi très manipulatrice, afin de satisfaire ses intérêts personnels.